# Qui a tué Bambi?
Qui a tué Bambi ? je francouzský hraný film z roku 2003, který režíroval Gilles Marchand podle vlastního scénáře. Snímek měl světovou premiéru na filmovém festivalu v Cannes dne 17. května 2003.

## Děj
Isabelle pracuje jako zdravotní sestra na chirurgii v nemocnici v Tours a trpí častými závratěmi. ORL specialista, kterého konzultovala, diagnostikoval závažnou anomálii vnitřního ucha, stav vyžadující neurochirurgický zákrok. Doktor Philipp ji doporučí operaci. Tento neurochirurg se ale chová zvláštně, zejména tím, že ji přezdívá Bambi. Během jednoho týdne dojde u dvou pacientů k náhlému probuzení během operace v důsledku špatného dávkování anestetika. O dva dny později pacient náhle zemře na pokoji. Isabelle, stále více znepokojená chováním doktora Philippa, ho začíná podezírat, že krade dávky anestetika injekční stříkačkou přes pogumovaný uzávěr.

## Obsazení
| Sophie Quinton       | Isabelle / Bambi             |
| Laurent Lucas        | doktor Philipp               |
| Catherine Jacob      | Véronique, sestřenice        |
| Yasmine Belmadi      | Sami, zdravotník v nemocnici |
| Marc Berman          | chirurg                      |
| Thierry Bosc         | ředitel nemocnice            |
| Anne Caillon         | zdravotní sestra             |
| Jean Dell            | otorinolaryngolog            |
| Valérie Donzelli     | Nathalie, stážistka          |
| Jean-Claude Jay      | chirurg                      |
| Fily Keita           | Marion, stážistka            |
| Lucienne Moreau      | pacientka                    |
| Joséphine de Meaux   | stážistka                    |
| Michèle Moretti      | paní Vachon, vrchní sestra   |
| Françoise Pinkwasser | zdravotní sestra             |
| Aladin Reibel        | anestezioložka               |
| Lucia Sanchez        | zdravotní sestra             |

## Ocenění
- César: nominace v kategoriích nejlepší filmový debut (Gilles Marchand) a nejslibnější herečka (Sophie Quinton)